# Reação de Perkow
A reacção de Perkow é uma reacção orgânica na qual um éster fosfato trialquilo reage com uma halocetona para formar um vinilo fosfato e um halogeneto de alquilo.
Na relacionada reacção Michaelis–Arbuzov os mesmo reactivos formam um β-keto fosfónico que é um reagente importante na reacção Horner–Wadsworth–Emmons no passo para os alquenos. A reacção de Perkow, neste caso, é considerada reacção secundária.

## Mecanismo de reacção
O mecanismo de reacção da reacção de Perkow consiste numa adição nucleofílica do fosfato no carbono carbonilo formando uma formação Zwitterion. A Zwitterion reacomoda-se de forma catiónica enquanto elimina o haleto. A forma catiónica desalquila-se então através dum segundo movimento nucleofílico no qual o anião de haleto ataca um dos substitutos alcóxidos do fosfato, formando um enol de fosfato.